# Charente occitane

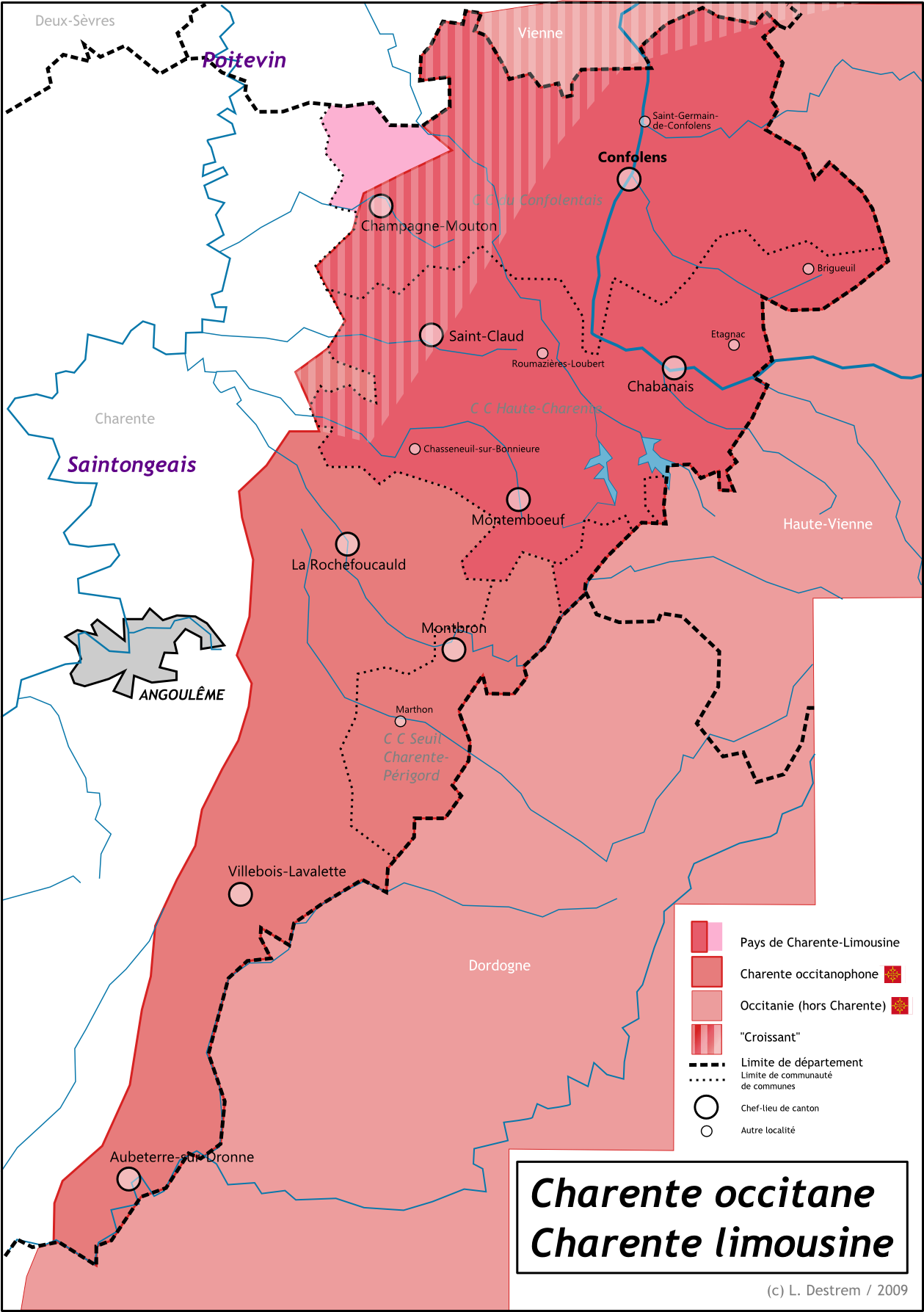
Pays de Charente-Limousine (langue d'oc)
Pays de Charente-Limousine (langue d'oïl : poitevin)
Charente occitanophone hors Pays de Charente-Limousine
Occitanie hors Charente (ici Vienne, Haute-Vienne, Dordogne)
Autres zones de langue d'oïl (saintongeais / poitevin)

La Charente occitane, occupant le tiers oriental du département de la Charente, est la zone dans laquelle est parlée la langue occitane. Elle comprend dans sa moitié nord le territoire de Charente limousine.

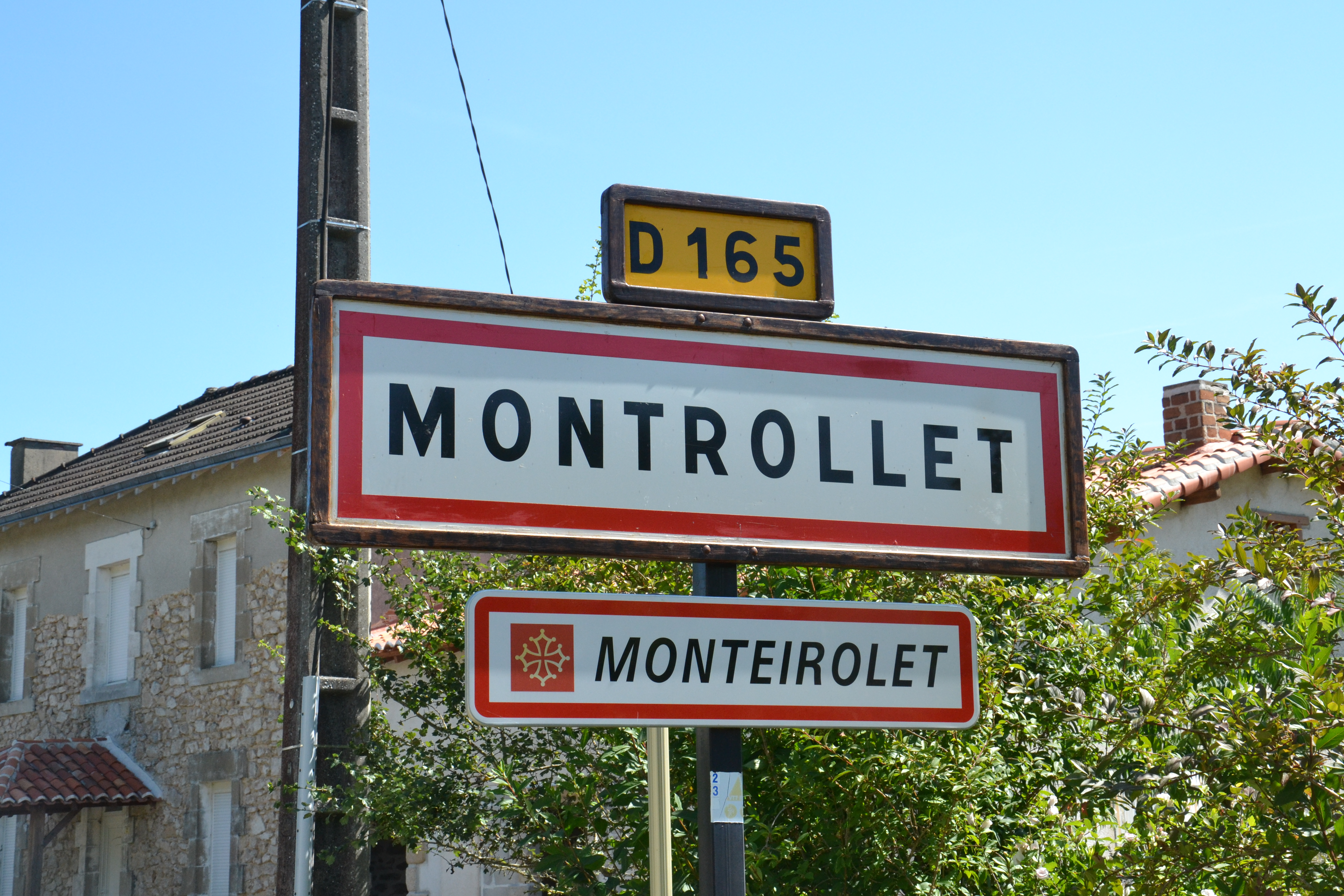
Panneau bilingue à Montrollet.

## Zone géographique
On y distingue :
- le dialecte limousin, englobant Aubeterre, Villebois-Lavalette, Montbron, La Rochefoucauld, Chabanais, Confolens.
- le marchois, dialecte de transition parlé au nord de La Rochefoucauld, correspondant à la pointe occidentale du Croissant, frange de la zone du dialecte limousin[1], englobant Saint-Claud et partageant Champagne-Mouton.

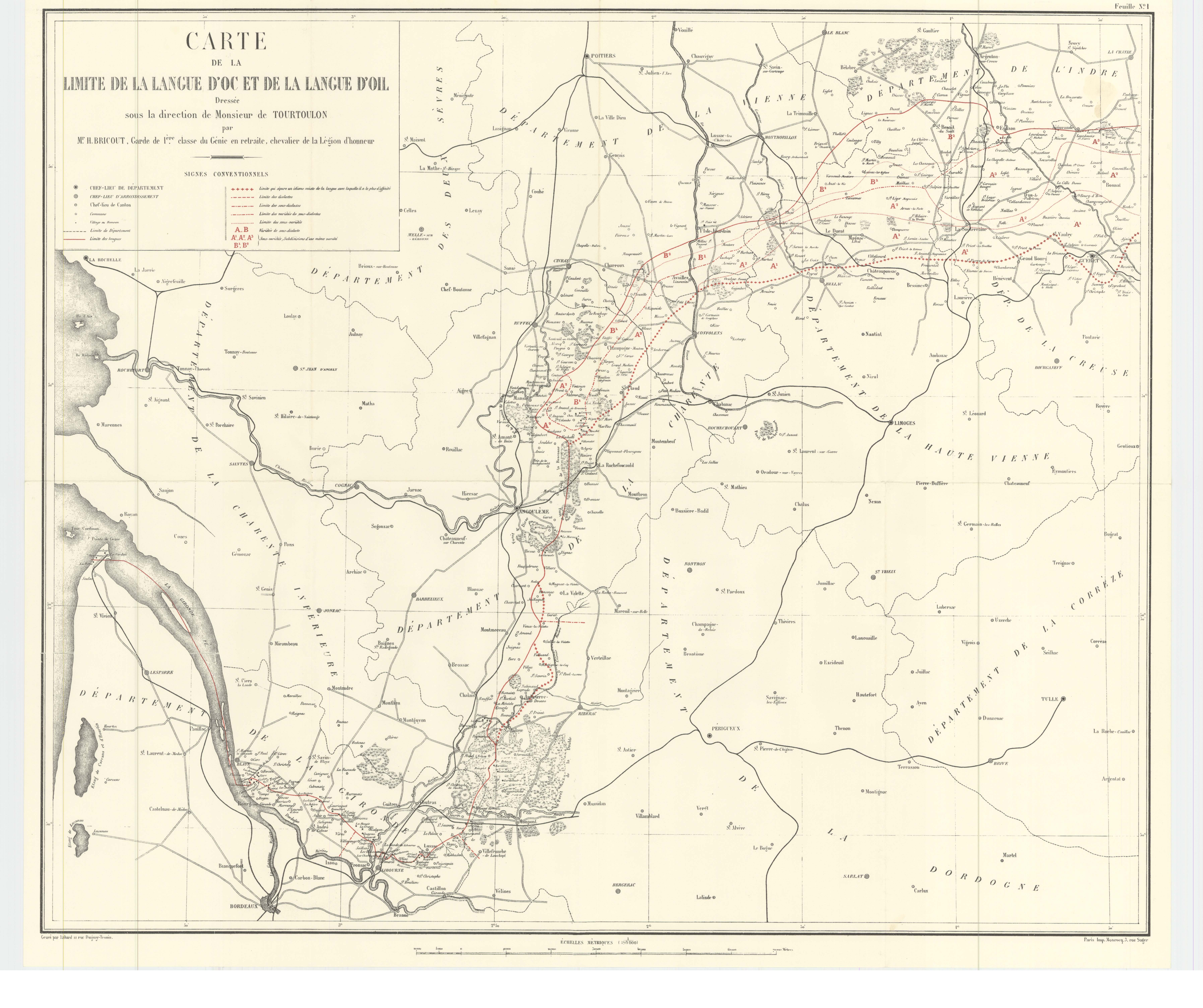
Limite oc-oil en Charente.
Carte du dialecte limousin et du marchois.